# Костанєваць (Берек)
45°40′ пн. ш. 16°53′ сх. д. / 45.66° пн. ш. 16.88° сх. д.
Костанєваць (хорв. Kostanjevac) — населений пункт у Хорватії, у Б'єловарсько-Білогорській жупанії у складі громади Берек.

## Населення
Населення за даними перепису 2011 року становило 143 осіб.
Динаміка чисельності населення поселення: